# Museo storico nazionale dell'artiglieria
Il Museo Storico Nazionale d'Artiglieria è un polo museale di storia delle tecnologie militari, ubicato nella città di Torino all'interno del Mastio della Cittadella (angolo fra Corso Galileo Ferraris e Via Cernaia). L'edificio è l'unica parte fortificata in superficie rimasta in piedi della Cittadella, demolita nei vari ampliamenti della città.
Le sue collezioni, circa 12000 oggetti, comprendono armi da fuoco portatili, artiglierie dal Trecento in poi, armi bianche, uniformi, bandiere dal Settecento in poi, raccolte archeologiche, modelli d'arsenale in scala, dipinti e incisioni, oltre a una Biblioteca ricca di oltre 10.000 volumi, un Archivio storico, un Fondo fotografico.
Il Mastio della Cittadella ospita un selezionato percorso espositivo dedicato all’evoluzione tecnologica delle armi con particolare riferimento all’artiglieria, le restanti collezioni sono provvisoriamente depositate nella Caserma Carlo Amione di corso Lecce 10.

## Storia
Il Museo fu istituito a Torino nel 1843 su proposta del Generale Vincenzo Morelli di Popolo approvata dal Re di Sardegna Carlo Alberto, presso il Regio Arsenale di Torino.
La sede originaria del Museo ospitava un'aggiornata raccolta di armi e modelli a fini didattici per il personale militare, non aperta al pubblico. Si trovava in alcuni locali dell'Arsenale ora non più esistenti
Peraltro, già verso la fine del XVIII secolo alcune raccolte avevano raggiunto, nell'ambito dell'Arsenale, una notevole consistenza e qualità ma, a causa dell'occupazione delle truppe rivoluzionarie francesi (1798), parte degli oggetti era stata inviata a Parigi.
Essi furono poi recuperati mentre altri via via si accumulavano permettendo l'istituzione del "Museo d'Artiglieria". Nel 1861 venne aggiunta alla denominazione precedente del Museo l'aggettivo "Nazionale" e la sua raccolta si ampliò con armi degli Stati pre-unitari (in particolare preziosi cannoni dal Trecento all'inizio dell'Ottocento), armi raccolte dai campi di battaglia del 1848-1849 e 1859-1861 ed infine con acquisti dall'estero e donazioni di privati cittadini e vari Comuni d'Italia.
Nel 1885 nuove esigenze di impiego dell'edificio occupato nell'Arsenale imposero la temporanea chiusura del Museo in attesa del reperimento di una nuova sede. Questa venne individuata nel Mastio della Cittadella e nel 1893 il Comune di Torino, dopo averlo appositamente adattato a destinazione museale, lo cedette in uso all'amministrazione militare che vi trasferì tutte le collezioni e poté aprirlo al pubblico.
Nel 1961, per il centenario dell'Unità d'Italia, il Museo fu ingrandito, ricavando un ulteriore ampio locale dal terrapieno della superstite cortina nord, accanto al Mastio. Questo salone è comunemente conosciuto come "Italia '61".
Davanti all'ingresso del Museo era posizionata, dal 1961 al 2008, una grande bocca da fuoco turca del XV secolo. La targa apposta sulla stessa recita: "P.352 - Artiglieria turca del secolo XV. Bocca da fuoco in bronzo mm 700 di bocca mm 4200 lunghezza totale pesante circa 15000 kg lanciava palle di pietra. Artiglierie di questo tipo sono state impegnate da Maometto II per l'assedio e la conquista di Costantinopoli (Caduta Impero Romano d'Oriente - 29 maggio 1453)".

## Galleria d'immagini

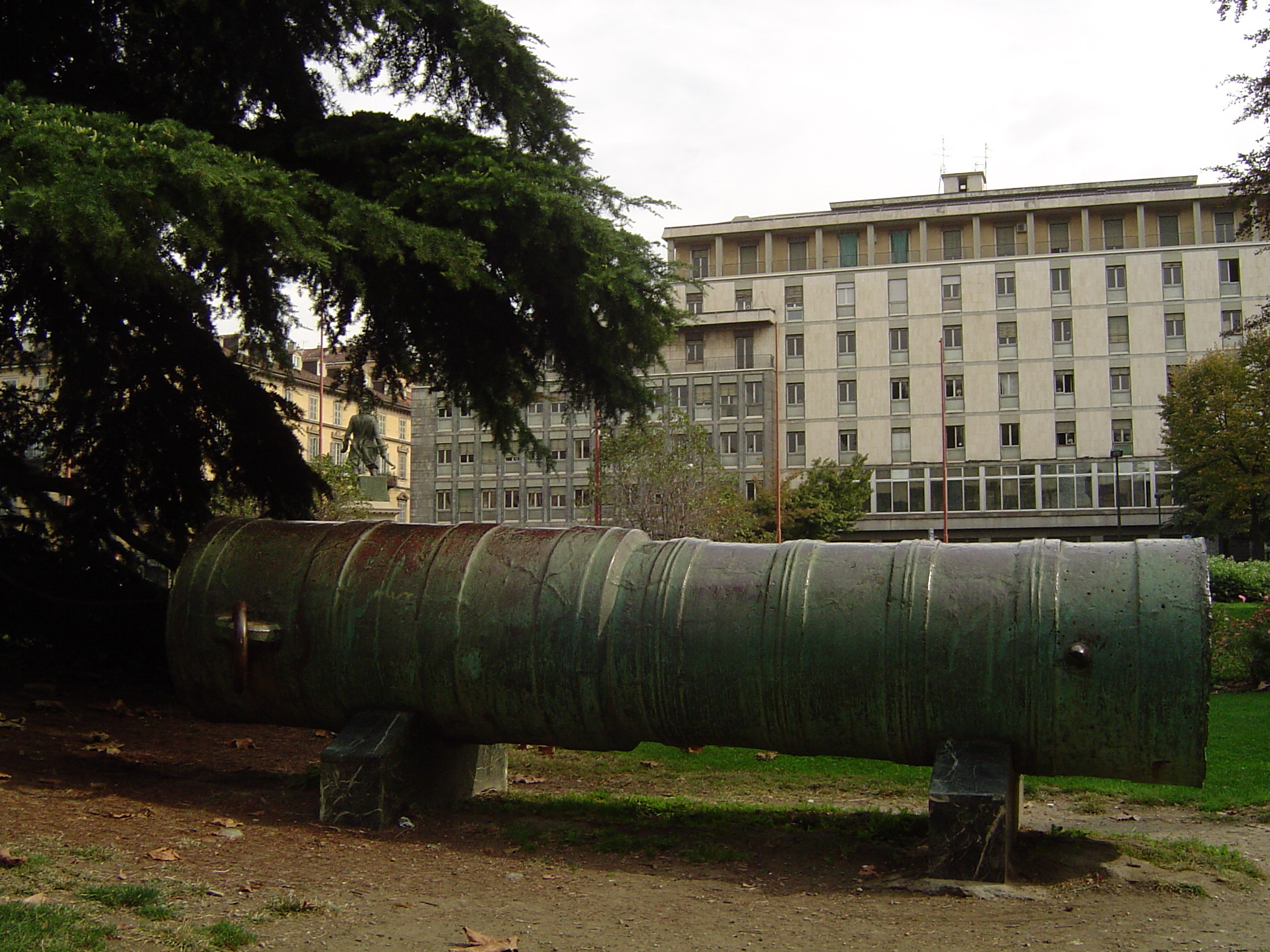
Bocca da fuoco turca davanti al museo
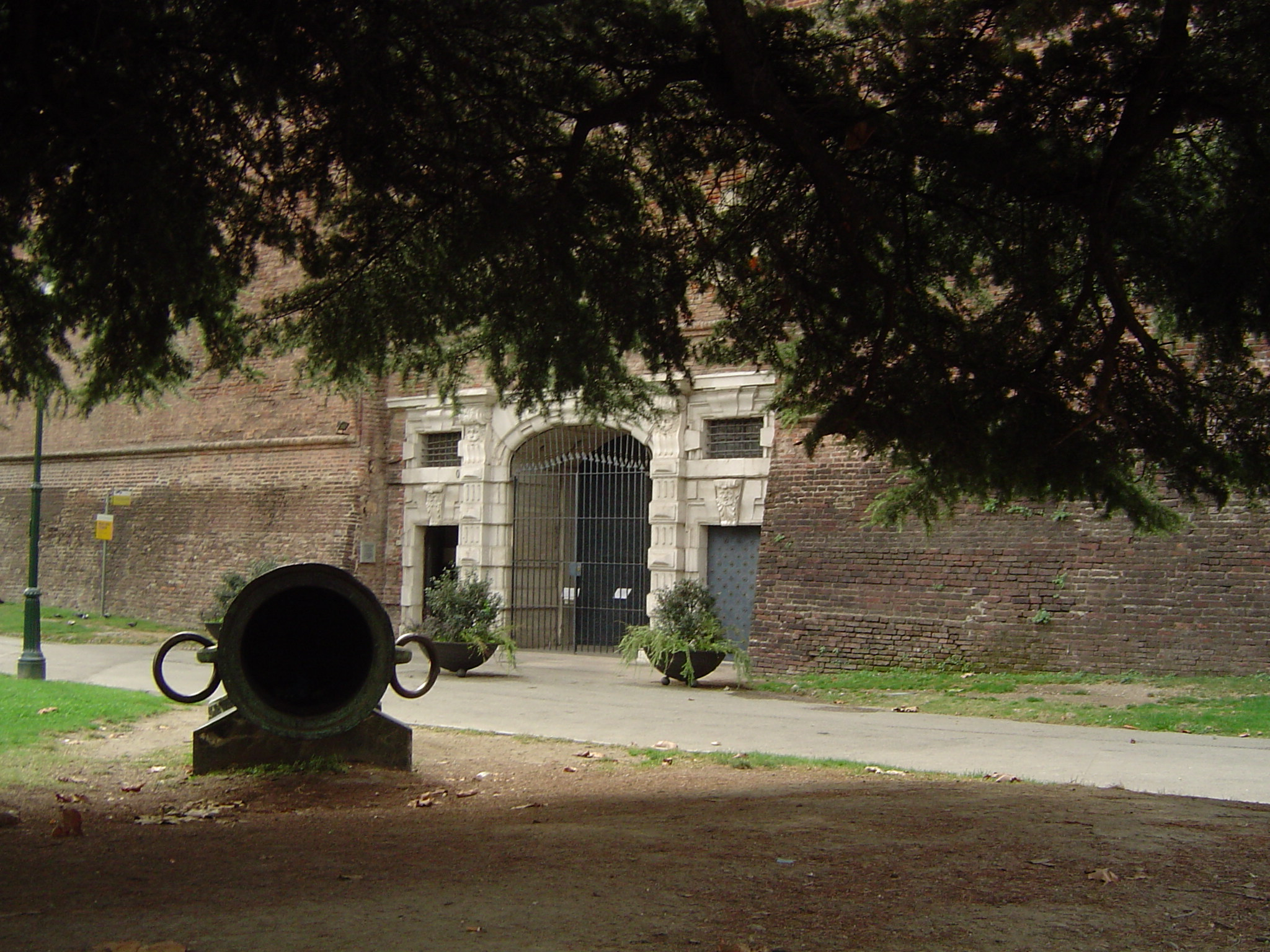
Ingresso e bocca da fuoco turca
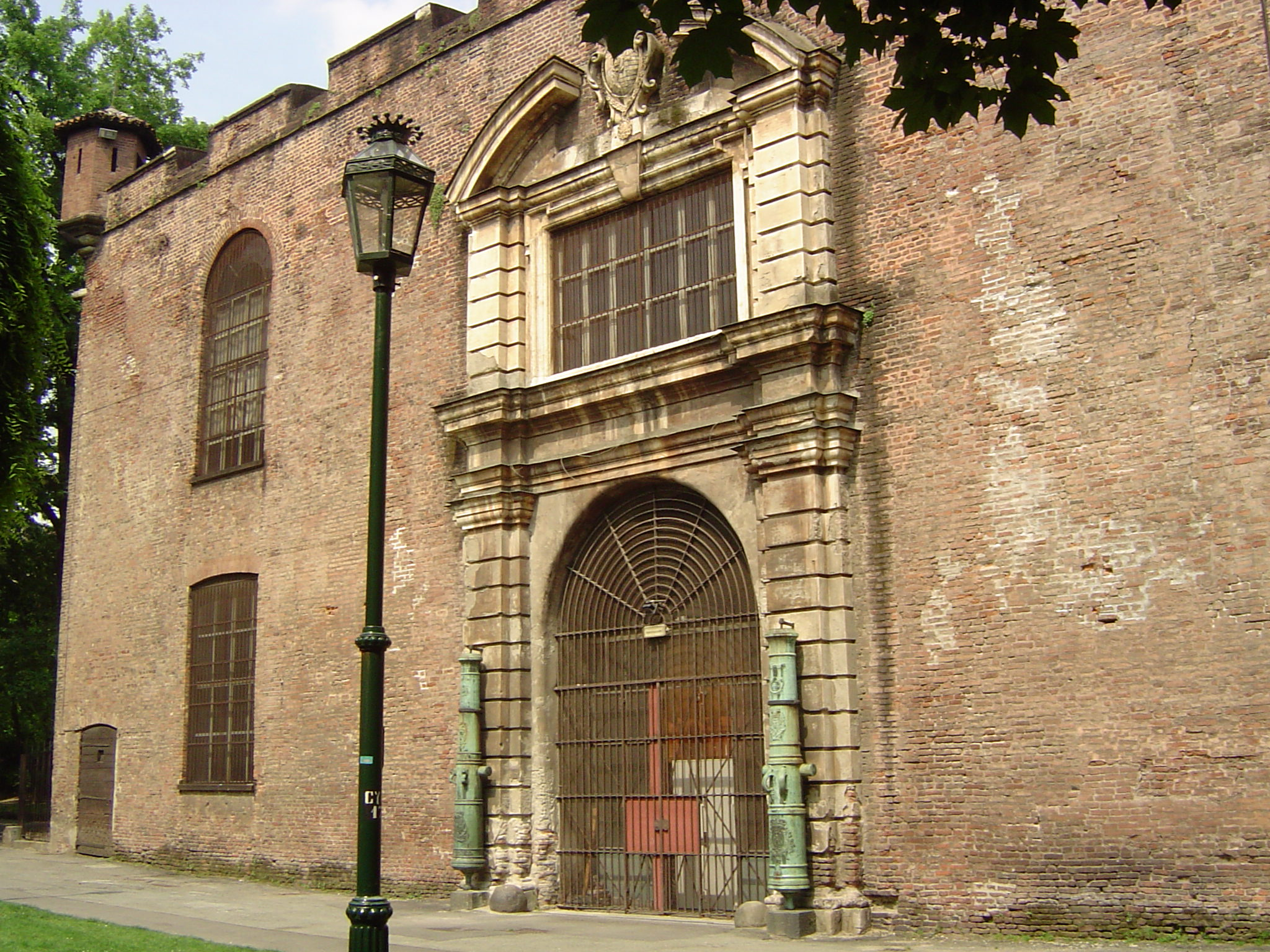
Il retro del museo con due cannoni ai lati
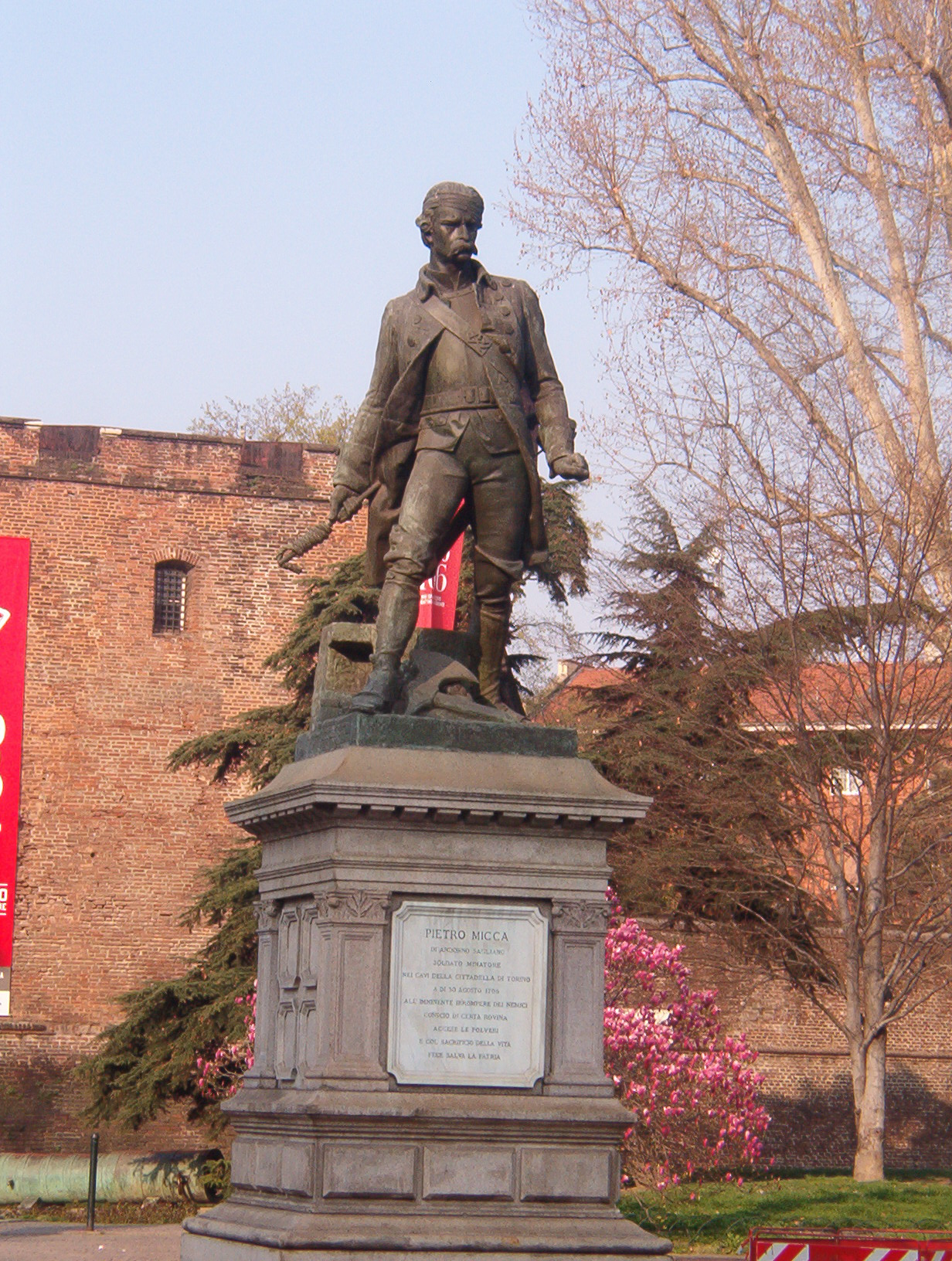
Statua di Pietro Micca vicino all'ingresso
Statua di Pietro Micca, illuminazione realizzata negli anni '60 da Guido Chiarelli